# Ухтомский, Дмитрий Васильевич
Князь Дми́трий Васи́льевич У́хтомский (1719, с. Семёновское, Пошехонский уезд — 4 (15) октября 1774, с. Дубки, Тульская губерния) — русский архитектор, реставратор, главный архитектор Москвы в период правления императрицы Елизаветы Петровны, мастер елизаветинского барокко.

## Биография

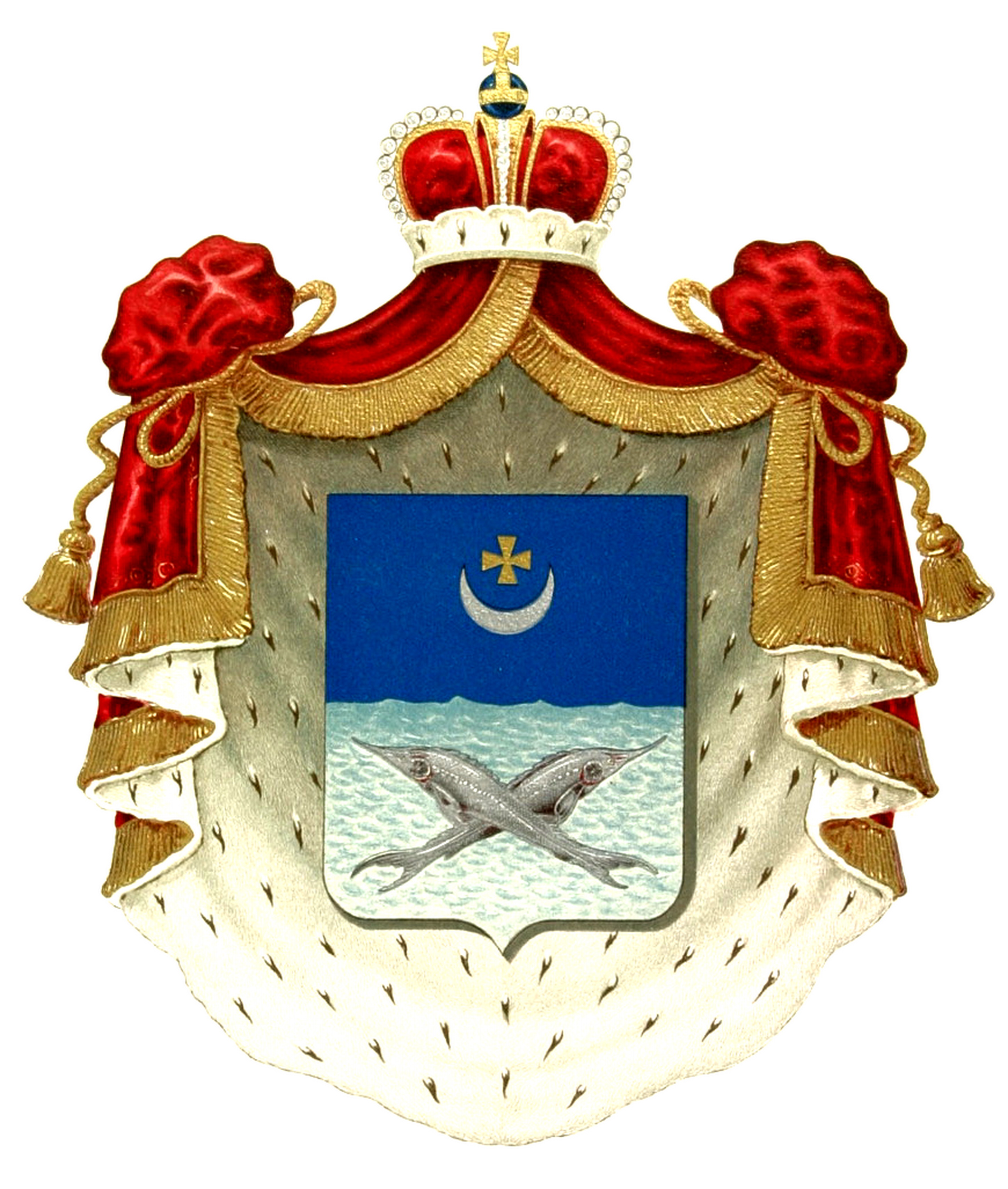
Княжеский герб Ухтомских

Дмитрий Васильевич Ухтомский — представитель княжеского рода Ухтомских, ведущих свою историю от династии Рюриковичей; в 22-м колене Ухтомский приходился прямым потомком Юрию Долгорукому. Родился в 1719 году в родовом селе Семёновском на Ярославщине — единственной к тому времени вотчине обедневшего рода; здесь же прошли ранние годы будущего архитектора. Отец Дмитрия, Василий Григорьевич, служил солдатом Семёновского полка, а с 1727 года числился капралом Нижегородского пехотного полка. В 1730 году, за год до смерти, князь Василий Григорьевич продал за 50 рублей Семёновское и то немногое имущество, которое за ним числилось, и перевёз семью в небольшое село Шелепинское Череможской волости Ярославского уезда, половина которого принадлежала жене — Ирине Яковлевне Чириковой.
В 1731 году двенадцатилетнего Дмитрия отправили в Москву для обучения в Школе математических и навигацких наук, дававшей начальное инженерное образование и служившей подготовительным училищем при Морской академии. Вероятно, в школе Ухтомский проявил склонность к архитектуре, так как после её окончания в 1733 году его направили в архитекторскую команду Ивана Мичурина. Мичурин обучал учеников черчению, арифметике, теории ордеров, поручал выполнение практических задач, что позволило Ухтомскому приобрести необходимые зодчему знания и опыт.
С 1742 года работал под руководством Ивана Коробова, который в том же году фактически передал Ухтомскому руководство своей архитектурной практикой. В 1744 году Ухтомский получает официальное признание, титул государственного архитектора и капитанский чин.
Крупный успех архитектора связан с коронацией Елизаветы Петровны в 1742 году. Авторству Ухтомского принадлежали многочисленные триумфальные арки («ворота») и павильоны. В 1753—1757 годах он перестроил одни из этих ворот в Красные ворота, впоследствии уничтоженные в 1928 году. Ухтомский застроил соседнюю Басманную слободу, в том числе выстроил храм Никиты Мученика — крупнейший сохранившийся памятник позднего барокко в Москве. Однако большинство построек Ухтомского были уничтожены пожарами, а Кузнецкий мост засыпали в 1817—1819 годах.
В 1741—1770 годах строится колокольня в Троице-Сергиевой Лавре, ордерный строй которой предполагалось дополнить скульптурами аллегорического содержания. Однако в окончательном виде на их местах (по углам ярусов) были размещены вазы.
В 1748 и 1752 годах Ухтомский разработал планы застройки городских территорий, уничтоженных пожарами — первые генпланы Москвы. В 1750-е годы руководил перестройкой и реставрацией Кремля. В 1749-м основал Дворцовую школу — предшественницу архитектурного отделения МУЖВЗ и современного МАрхИ. В школе Ухтомского обучались такие мастера, как Матвей Казаков, Иван Старов, Александр Кокоринов.
В 1760 году Ухтомского отстранили от службы по обвинению в растрате, его школу закрыли в 1764-м. Несмотря на оправдание в суде, в 1767 году архитектор навсегда покинул Москву и уже не вернулся более ни к строительству, ни к преподаванию.
Умер Ухтомский в своём имении Архангельское-Дубки (Одоевский уезд, Тульская губерния) 4 (15) октября 1774.

## Проекты и постройки

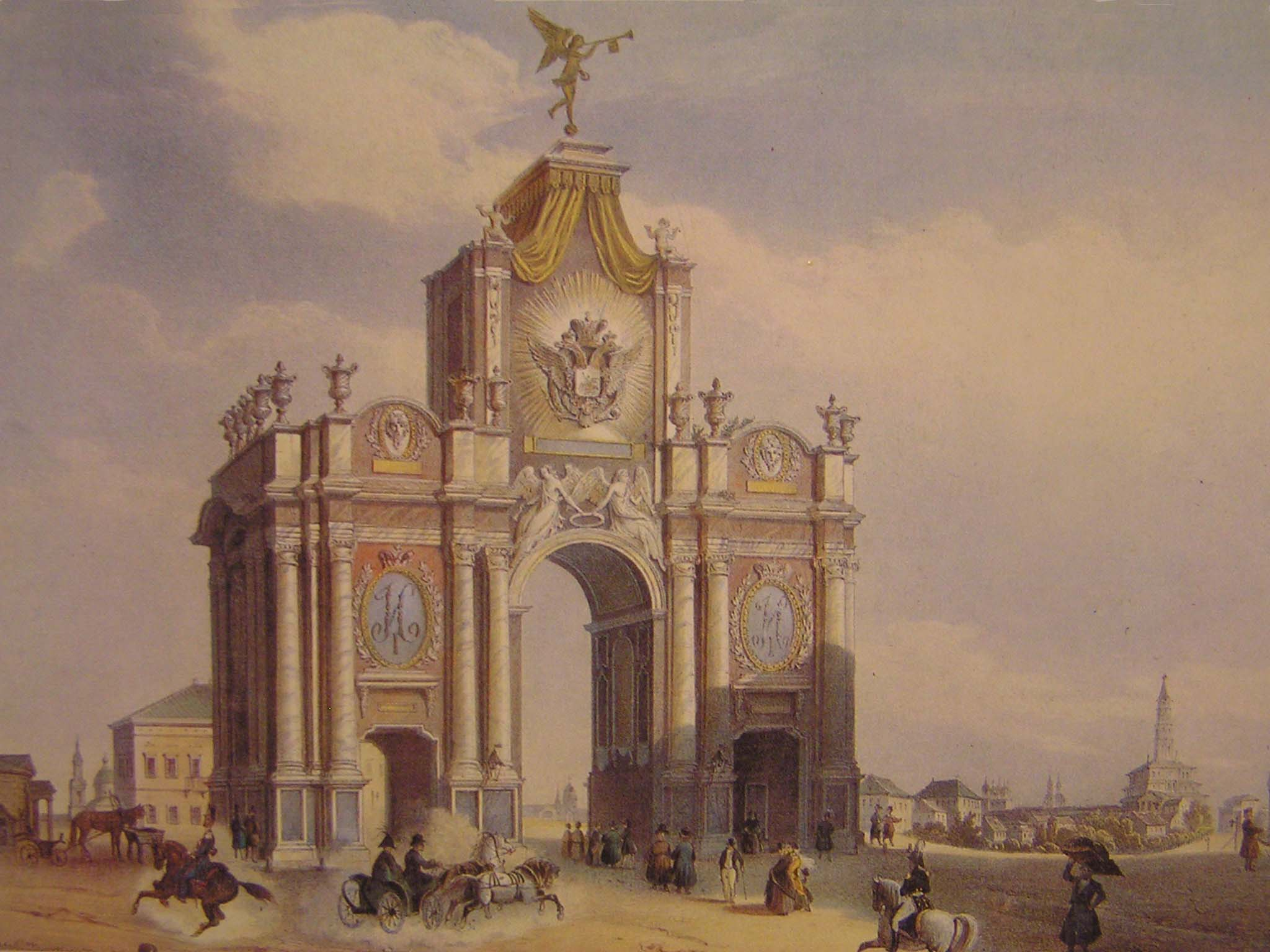
Красные ворота

- 1738—1770 — постройки в Свято-Троицкой Сергиевой Лавре (колокольня, Смоленская церковь (Одигитрии), включая живопись и иконостас), Сергиев Посад[8][9];
- 1745—1751 — Храм Никиты Мученика в Старой Басманной слободе, Москва, Старая Басманная улица, 16[10][11];
- 1749—1768 — участие в постройке городской усадьбы А. П. Бестужева-Рюмина, Москва, 2-я Бауманская улица, 5 (перестроен)[12];
- 1749—1750 — перестройка храма Преподобного Сергия Радонежского в Крапивниках, Москва, Крапивенский переулок, 4[13];
- 1750—1755 — Надвратная церковь преподобного Пахомия в Высоко-Петровском монастыре, Москва, улица Петровка, 28, стр. 3[14];
- 1751—1758 — Городская усадьба князей Долгоруковых, Москва, Колпачный переулок, 6, стр. 2—3 (перестроена)[15][16];
- 1751—1759 — завершение строительства (по новому проекту) храма святителя Николая (Спаса Преображения) в Заяицком, Москва, 2-й Раушский переулок, 1—3/26[17][18];
- 1752—1757 — реконструкция церкви царевича Димитрия на крови (перестройка подклета, трапезной, ремонт крыши и глав), Углич, Кремль[19];
- 1752—1757 — реставрация княжеского дворца удельных князей, Углич, Кремль[20];
- 1752—1769 — Городская усадьба Апраксиных — Трубецких, Москва, улица Покровка, 22/1, стр. 1[21][сн 2];
- 1753—1757 — Красные ворота (не сохранились)[22];
- 1753—1757 — Фанагорийские казармы («Сенатский дом»), Москва, Бауманская улица, 61[23][24];
- 1754—1759 — восстановление и реконструкция Арсенала, Москва, Кремль[25][сн 3];
- 1756—1758 — Колокольня и трапезная храма Священномученика Клименты, Папы Римского, Москва, Пятницкая улица, 7/26[27][28];
- 1758—1761 — Колокольня Варлаамо-Хутынского Спасо-Преображенского монастыря, Новгородская область, на окраине Хутыни [29];
- 1760 —1772 —  Свято-Троицкий собор, Вятка (строительством не руководил, создал лишь проект) [30]
- Кельи Никитского монастыря (сохранился один корпус)
- Храм Никиты Мученика на Старой Басманной
- Кузнецкий мост

- Усадьба «Нескучное»

### Приписываемые постройки
- Храм Одигитрии Смоленской в Троице-Сергиевой лавре
- Основной (пятиглавый) объём церкви Климента папы Римского на Пятницкой улице в Москве
- Свято-Покровский собор (Ахтырка)[31]
- Свято-Никольский собор (Крапивна)[32]
- Церковь Покрова Пресвятой Богородицы (Заречный Репец)

### Неосуществлённые проекты
- 1754 — проект перестройки Воскресенских ворот Китай-города[33];
- 1754 — проект переустройства Ивановской площади в Кремле[34];
- 1755 — проект Воскресенских триумфальных ворот на Красной площади[33];
- 1756 — проект Соляных амбаров у Ильинских ворот Китай-города[35];
- 1756 — проект Козмодемьянского каменного моста через Болото[36];
- 1758—1764 — проекты реконструкции Большого Каменного моста (несколько вариантов)[36];
- 1758—1759 — проект Госпитального и Инвалидного дома, на берегу Москва-реки, между Симоновым и Свято-Даниловым монастырями[37];
- 1759—1760 — проект здания Ревизион-коллегии и провиантской канцелярии в Китай-городе[36];
- 1760 — проект торговых рядов около Кузнецкого моста[35];
- 1760 — проект перестройки здания Архитектурной школы[38].

## Комментарии
1. ↑  Точная дата рождения неизвестна; в документах Герольдмейстерской конторы от  25 апреля 1732 года указан 12-летний возраст Ухтомского[4].
2. ↑  Долгое время постройка не была атрибутирована. В числе предполагаемых авторов  кроме Ухтомского в различных источниках называли Б. Растрелли, К. И. Бланка и Ф. С. Аргунова. Авторство Ухтомского установлено и документально подтверждено В. В. Мурзиным-Гундоровым[21].
3. ↑  По некоторым данным, составленный Ухтомским проект осуществлён не был[26]. У других исследователей архитектуры и историков, например, И. Е. Забелина, И. М. Снегирёва, И. Э. Грабаря, А. И. Михайлова, М. А. Ильина, Т. В. Моисеевой, участие Ухтомского в строительстве Арсенала не вызывает сомнений[25].